# Закони Хаммурапі

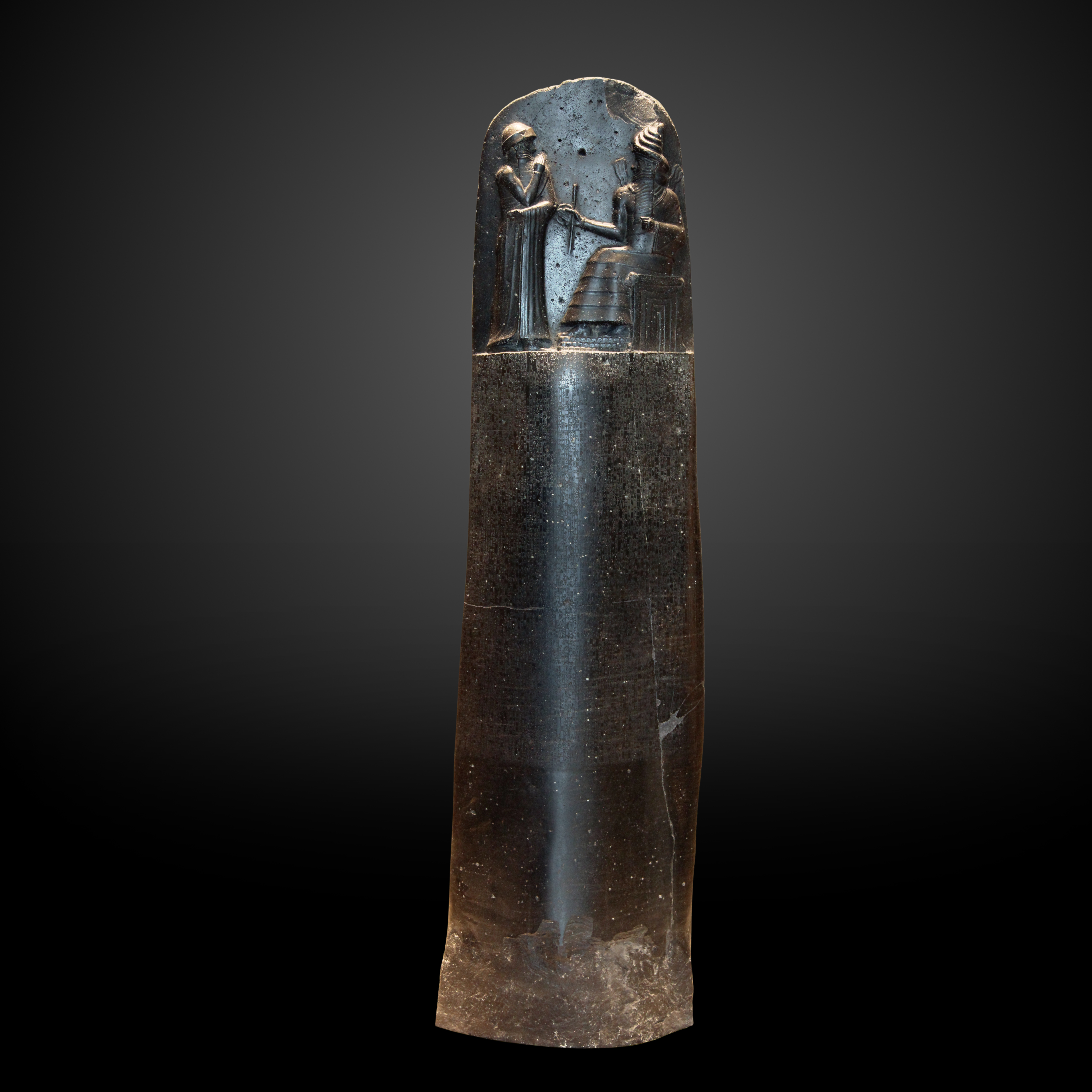
Стела із законами Хамураппі

Зведення законів Хаммура́пі або Кодекс Хаммурапі — один з найдавніших і найкраще збережених законодавчих кодексів стародавнього Вавилону, створений близько 1750 року до н. е. за наказом вавилонського царя Хаммурапі.

## Короткі відомості
Закони Хаммурапі були знайдені французькими археологами в ході розкопок в 1901–1902 роках в Сузах (територія стародавньої Месопотамії). Зведення Хаммурапі містилося на чорній діоритовій стелі з вирізьбленими на ній по обидва боки 282 законами.
Закони вибиті клинописом на класичному вавилонському діалекті аккадської мови. У верхній частині стели зображений сам Хаммурапі, що одержує закони з рук бога сонця Шамаша. Частина тексту законів була збита й може бути частково відновлена з інших джерел, наприклад, цитат законів на глиняних табличках.
Закони Хаммурапі безпосередньо випливають із шумерської правової традиції і є одним з найважливіших джерел для вивчення права й соціально-економічного устрою Месопотамії того часу. У центрі уваги законів господарські, економічні й сімейні відносини. Обмежуються й регламентуються приватновласницькі відносини, затверджується державний контроль над господарським життям.
Основна увага приділена опису покарань за різні правопорушення. Закони передбачають сувору систему покарань: практично будь-яка крадіжка карається смертною карою.

## Поділ суспільства на верстви
Закони Хаммурапі поділяють вавилонське суспільство на три соціальні класи (або чини): авілум (аwīlum), мушкенум (muškēnum) та вардум (wardum), причому покарання за певні злочини варіювалося залежно від статусу злочинця та жертви. Характер цього тричастинного поділу та його соціальні наслідки досі є предметом дискусій серед вчених, особливо тому, що ці терміни полісемічні і їхні значення змінюються залежно від контексту, в якому вони з'являються.
Термін, що описує найнижчий статус — вардум, означає «підлеглий» і може застосовуватися до вільних людей стосовно їхніх господарів (особливо царя та богів). Однак, коли йдеться про соціальний клас, він позначає фактичних рабів, будь то chattel slave (раб як рухоме майно) чи поневолені боржники. До chattel slave відносили як народжених рабами, так і військовополонених. Вони носили відмінні знаки та завжди залишалися рабами, доки не були звільнені або викуплені, тоді як поневолені боржники могли бути звільнені або шляхом сплати боргу, або за царським указом «андурарум».
З іншого боку соціальних сходів розташовувалися авілум, що позначає «людину» і часто використовується в цьому загальному значенні, наприклад, у вступній частині законів або подібних формулюваннях (šumma awīlum = «якщо хтось»). Однак, воно також використовується в вужчому сенсі. Коли воно протиставляється двом іншим термінам або використовується як кличний відмінок (у вітальних листах), воно описує членів еліти і може бути перекладене як «пан», з конотаціями соціального статусу та моральної переваги. Протягом більшої частини месопотамської історії, включаючи старовавилонський період, члени еліти займалися як власними, приватними справами, так і справами палацу чи храмів, де вони виступають як високопоставлені адміністратори.
Між цими двома класами знаходився мушкенум, що етимологічно означає «той, хто вклоняється». Його протиставляли авілуму як простолюдина дворянину. Вважалося скандальним, що представник цього класу став царем, як це насправді сталося у XVIII ст. до н. е. в Ешнунна (Еснунна), коли під час смути царем було обрано військового офіцера Сіллі-Сіна. З іншого боку, мушкенум також протиставлявся палацу, особливо щодо статусу землі: палацова адміністрація не мала права захоплювати їхні землі, але часто намагалася це зробити, особливо тому, що статус землі часто був невизначеним. Тоді мушкенум мав звертатися до царського правосуддя, щоб гарантувати свої права на «землю свого батька». З документації, що стосується завойованої території Ларса за Хаммурапі, це управління часто зустрічало суперечки з боку царя. Більше того, один текст показує, що для того, щоб стати торговцем шкур, потрібно було позбавитися статусу мушкенума, — завдання, яке в іншому листі описується як «ількум» (служба перед палацом). Таким чином, мушкенум був «простолюдином», нижчим за статусом, ніж авілум (звідси менші покарання в Законах, коли він є жертвою), але також економічно незалежним, або як землероб, або як містянин нижчого рангу.

## Структура Зведення законів Хаммурапі

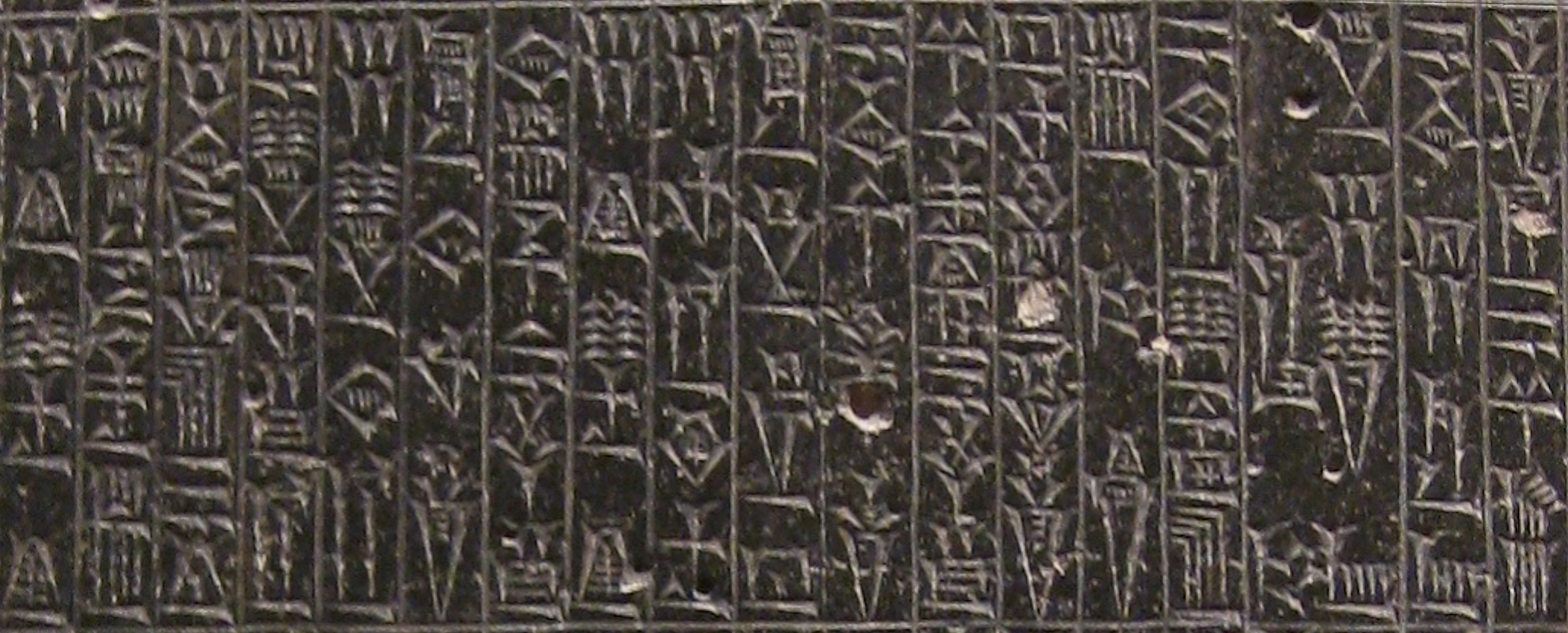
Частина клинописного тексту законів

Збірка законів складається із прологу, 282 законів і епілогу. У законах Хаммурапі регулюються цивільні, зобов'язальні, трудові, шлюбно-сімейні, кримінальні та кримінально-процесуальні відносини. Цей збірник не має чіткої системи викладу матеріалу, проте певна внутрішня система у кодексі простежується:
- ст. 1 — 5 — Правопорушення проти адміністрації закону: спрямовані проти свавілля та тяганини у судах, встановлюється відповідальність недобросовісних суддів;
- ст. 6 — 126 — Торгівля: питання власності, її захист, встановлюється покарання за зазіхання на неї;
- ст. 127—195 — Шлюб, сім'я та майно: розглядаються питання про форми й умови укладання шлюбу, можливі умови багатоженства, розлучення, майнові та особисті відносини подружжя, передбачені різні злочини проти сім'ї, врегульовуються питання спадкування майна померлих;
- ст. 196—214 — Напади: на батьків, на чоловіків класу авілум та напади, що викликають викидень.
- ст. 215—240 — Професійні люди: регулювання діяльності лікарів, будівельників, кораблебудівників та човнярів.
- ст. 241—273 — Агрокультура: крадіжка великої рогатої худоби, крадіжка корму орендарями, найм сільськогосподарських робітників, крадіжка сільськогосподарського знаряддя, найм пастухів, обов'язки пастухів, найм худоби та возів та найм сезонних робітників.
- ст. 274—277 — Ціна найму: заробітна плата ремісників та оренда човнів.
- ст. 278—282 — Раби: гарантії продажу рабів, купівля рабів за кордоном, заперечення права господарювання.

## Перелік законів
§ 1. Якщо людина почне, клянучись, звинувачувати іншу людину у вбивстві, а цього не доведе, то її треба вбити.
§ 2. Якщо людина звинуватить іншу людину в чаклунстві, але не доведе цього, то звинувачений має піти до Річки і кинутись у воду. Якщо Річка поглине його, то звинувачувач може забрати його дім; коли ж Річка цю людину очистить і вона залишиться неушкодженою, то того, хто звинувачував її у чаклунстві, треба вбити; той, хто скакав у Річку, одержує дім того, хто його звинувачував.
§ 3. Якщо людина виступить у судовій справі свідком звинувачення, але не доведе його, і якщо ця судова справа стосувалася життя, то цю людину треба вбити.
§ 4. Якщо ж вона виступила свідком у судовій справі стосовно хліба або срібла, то вона повинна зазнати кари, що застосовується у такій судовій справі.
§ 5. Якщо суддя буде розглядати судову справу, прийме рішення, виготовить документи з печаткою, а потім своє рішення змінить, то цього суддю треба викрити у зміні рішення, і він повинен сплатити суму позову у цій судовій справі у 12-кратному розмірі, а також має бути на зібранні піднятий із свого судового місця і не повинен повертатися і засідати із суддями у суді.
§ 6. Якщо людина вкраде надбання бога або палацу, то цю людину треба вбити; а також того, хто прийме із її рук вкрадене, треба вбити.
§ 7. Якщо людина купить з руки сина людини або із руки раба людини без свідків і договору або візьме на зберігання срібло, або золото, або раба, або рабиню, або вола, або вівцю, або віслюка, або що-небудь інше, то ця людина — злодій, її треба вбити.
§ 8. Якщо людина вкраде або вола, або вівцю, або віслюка, або свиню, або човна, то, коли це боже або палацове, вона може віддати його у 30-кратному розмірі, а якщо воно належить мушкенуму, — вона може відшкодувати у 10-кратному розмірі; якщо ж злодію нічим віддати, то його треба вбити.
§ 9. Якщо людина, у якої щось пропало, виявить цю річ у руках іншої людини, і той, у чиїх руках буде захоплена пропала річ, скаже: «Мені, мовляв, продав продавець, я купив, мовляв, при свідках», — а господар пропалої речі скаже: «Я, мовляв, представлю свідків, що знають мою пропалу річ», — то покупець повинен привести продавця, що продав йому річ, і свідків, при яких він купив; також і господар пропалої речі повинен привести свідків, що знають його пропалу річ. Судді мають розглянути їх справу, а свідки, при яких було здійснено покупку, і свідки, що знають пропалу річ, повинні розповісти перед богом те, що вони знають, і тоді продавець — злодій, і його треба вбити; господар пропалої речі має одержати свою пропалу річ назад; покупець має взяти відважене ним срібло із дому продавця.
§ 10. Якщо покупець не приведе продавця, що продав йому, і свідків, при яких він купив, а лише господар пропалої речі приведе свідків, що знають його пропалу річ, то покупець — злодій, його треба вбити; господар пропалої речі має одержати свою пропалу річ.
§ 11. Якщо господар пропалої речі не приведе свідків, які знають його пропалу річ, то він брехун, зводить наклеп; його треба вбити.
§ 12. Якщо продавець чужої речі пішов до долі (помер), то покупець одержує у п'ятикратному розмірі позов, поданий у цій справі, із дому продавця.
§ 13. Якщо свідків цієї людини немає поблизу, то судді призначають їй термін до закінчення шостого місяця. Якщо на шостий місяць своїх свідків вона не приведе, то вона брехун, повинна зазнати кари, що накладається у такій судовій справі.
§ 14. Якщо людина вкраде чийогось малолітнього сина, то її треба вбити.
§ 15. Якщо людина виведе за міські ворота раба палацу, або рабиню палацу, або мушкенума, або рабиню мушкенума, то її треба вбити.
§ 16. Якщо людина сховає у своєму домі раба-втікача або рабиню, що належать палацу або мушкенуму, і не приведе їх на клич глашатая, то цього господаря будинку треба вбити.
§ 17. Якщо людина спіймає у степу раба-втікача або рабиню і доставить його господарю його, то господар раба повинен дати їй два сиклі (сикль (1/60 міни) — одиниця ваги, що дорівнює 8,4 г) срібла.
§ 18. Якщо цей раб не назве свого господаря, то мають привести його у палац, вивчити його справу і повернути його господарю його.
§ 19. Якщо вона залишить цього раба у своєму домі, а потім раб буде схоплений у її руках, то цю людину треба вбити.
§ 20. Якщо раб втече з рук того, хто його вловив, то ця людина повинна поклястися перед богом панові раба і буде вільною від відповідальності.
§ 21. Якщо людина зробить пролом у домі, то перед цим проломом її треба вбити і зарити.
§ 22. Якщо людина пограбує і буде схоплена, то її треба вбити.
§ 23. Якщо грабіжника не буде схоплено, то пограбована людина повинна, клянучись, показати перед богом все, що у неї пропало, а громада і рабіанум (рабіанум — староста громади), на землі і у межах яких здійснено грабунок, повинні відшкодувати їй, що у неї пропало.
§ 25. Якщо у домі людини спалахне вогонь і людина, що прийшла гасити його, зверне свій погляд на пожитки господаря дому і візьме щось із пожитків господаря дому, то цю людину треба кинути у цей вогонь.
§ 26. Якщо редум або баїрум (редум і баїрум — воїни, що відбували службу у царя і які одержували за це земельну ділянку та інше майно у користування), якому наказано виступити у царський похід, не піде або, найнявши найманця, пошле його замість себе, то цього редума або баїрума треба вбити; найнятий ним може забрати його дім.
§ 27. Якщо редум або баїрум потрапить до полону, знаходячись на царській службі, а після нього його поле і сад будуть віддані іншому і той буде відбувати його військову повинність, то якщо він повернеться і досягне свого поселення, треба повернути йому його поле і сад, і він буде сам відбувати свою повинність.
§ 28. Якщо редум або баїрум потрапить до полону, перебуваючи на царській службі, а його син може відбувати повинність, то треба віддати йому поле і сад і він буде відбувати повинність свого батька.
§ 30. Якщо редум або баїрум через тягар своєї повинності кине своє поле, сад і дім і буде відсутній, і після нього інший візьме його поле, сад і дім і буде відбувати його повинність протягом трьох років, то якщо він повернеться і буде вимагати своє поле, сад і дім, не треба віддавати їх йому. Той, хто взяв їх і відбував його повинність, сам буде відбувати її.
§ 31. Якщо ж він буде відсутнім тільки один рік і повернеться, то треба віддати йому його поле, сад і дім, і він сам буде відбувати свою повинність.
§ 34. Якщо декум або лубуттум (декум або лубуттум — командирські посади в армії) візьме пожитки редума, спричинить шкоду редуму, віддасть редума в найм, передасть редума на суді сильнішому або візьме собі дарунок, який дав редуму цар, то цього декума або лубуттума треба вбити.
§ 35. Якщо людина купить у редума великих або дрібних тварин, яких дав йому цар, то вона втрачає своє срібло.
§ 36. Якщо людина купить поле, сад або дім редума, баїрума або того, хто дає прибуток, то її табличку треба розбити, а також вона втрачає своє срібло. Поле, сад і дім повертаються їх господареві.
§ 40. Надітум (надітум — жриця), тамкар (тамкар — торгівець або лихвар, що перебуває на службі у царя) або зобов'язаний іншою повинністю можуть віддати своє поле, свій сад, свій дім за срібло. Покупець повинен відбувати повинність, пов'язану з полем, садом або з будівлею, які він купив.
§ 42. Якщо людина орендує поле і не виростить на ньому хліб, то її треба викрити у тому, що вона не виконувала необхідні роботи у полі, і вона повинна віддати господарю поля хліб, як її сусіди.
§ 43. Якщо вона не обробить поле і закине його, то вона повинна віддати господарю поля зерно, як її сусіди, а поле, яке вона закинула, повинна виорати, заборонувати і повернути господарю поля.
§ 44. Якщо людина орендує на три роки цілину, але через лінощі не обробить поле, то на четвертий рік вона повинна поле виорати, заборонувати і повернути поле господарю поля, а також відмірити йому по 10 курру (курру — 252,6 літрів) зерна за один бур (1 бур — 6,35 га).
§ 45. Якщо людина віддасть землеробові за орендну плату своє поле, а потім Адад (Адад — бог грому, блискавки, дощу) затопить поле або повінь знесе врожай, то збитки падають тільки на землероба.
§ 46. Якщо вона не отримає орендної плати або віддасть поле за половинну чи третинну долю, то хліб у полі землероб і господар поля повинні ділити за домовленим співвідношенням часток.
§ 48. Якщо людина має на собі процентний борг, а Адад затопить її поле, або повінь знесе врожай, або внаслідок досухи в полі не виросте хліб, то вона може у цьому році хліб своєму позичкареві не віддавати і знищити свій документ; також і проценти за цей рік вона може не віддавати.
§ 52. Якщо землероб не виростить на полі хліб або кунжут, то це не повинно змінювати його договір.
§ 53. Якщо людина проявить лінощі і не закріпить гатку свого поля і, як наслідок того, що поле не було загачене нею, у її гатці станеться прорив, а водою буде затоплено землю громади, то людина, у гатці якої стався прорив, повинна відшкодувати хліб, який вона згубила.
§ 54. Якщо вона не може відшкодувати хліб, то треба віддати її рухоме майно за срібло, і це срібло повинні розподілити між собою люди обробленої землі громади, хліб яких знесла вода.
§ 60. Якщо людина дасть садівнику поле для насадження саду, а садівник посадить сад і буде вирощувати сад протягом чотирьох років, то на п'ятий рік господар саду і садівник ділять між собою порівно; господар саду має вибрати і взяти свою долю першим.
§ 78. (Якщо…) людина, що живе у будинку, віддасть господарю (будинку) повністю (його) річну орендну плату, але господар будинку нака(же) жи(льцю) звіль(нити) до закінчення (його) терміну, то господар будинку, зара(ди) того, що він змусив жильця (звільнити) його будинок до закінчення (його) терміну, (втрачає) срібло, яке дав йому жилець.
§ 89. Якщо тамкар дасть (хліб) або срібло в борг під проценти, то на одну курру (він може взяти 100 ка (ка — 0,84 л) зерна як процент); якщо він дав у борг під проценти срібло, то на один сикль срібла він може взяти 1/6 сикля і шість ше (ше — 0,046 г) як процент.
§ 102. Якщо тамкар дасть позику шамаллуму (шамаллум — дрібний торговець, який одночасно виконує доручення там-кара) сріблом, а той зазнає збитків там, куди вирушить, то він повинен повернути тамкарові основну суму.
§ 104. Якщо тамкар дасть шамаллуму хліб, вовну, масло або інший якийсь товар для продажу, то шамаллум повинен порахувати срібло і віддати тамкарові. Шамаллум має одержати документ з печаткою про срібло, яке він віддає тамкарові.
§ 105. Якщо шамаллум буде неуважним і не візьме документ з печаткою про срібло, яке він віддав тамкарові, то срібло, на яке не дано документа з печаткою, не додається до рахунку.
§ 106. Якщо шамаллум візьме у тамкара срібло і заперечить про це перед своїм тамкаром, то цей тамкар повинен викрити шамаллума перед богом і свідками у одержанні срібла, і шамаллум повинен віддати тамкарові срібло, яке він взяв, у потрійному розмірі.
§ 109. Якщо у будинку шинкарки змовляються злочинці і вона не схопить цих злочинців і не приведе до падацу, то цю шинкарку треба вбити.
§ 113. Якщо людина має за людиною борг хлібом або сріблом і без відома господаря хліба візьме хліб з комори або з току, то цю людину треба викрити у тому, що вона взяла хліб з комори або з току без відома господаря хліба, і вона повинна повернути увесь взятий хліб, а також втрачає все, дане нею у борг.
§ 115. Якщо людина має за людиною борг хлібом або сріблом і буде тримати її закладника, а закладник помре у будинку того, хто взяв його закладником, за своєю долею, то це не підстава для претензій.
§ 116. Якщо закладник помре у будинку того, хто взяв його у заклад, від побоїв чи поганого ставлення, то господар закладника має викрити свого тамкара; якщо взятий у заклад — син людини, то треба вбити сина тамкара, якщо він — раб людини, тамкар повинен відважити 1/3 міни срібла, а також втрачає все, дане ним у заклад.
§ 117. Якщо людина має на собі борг і віддасть за срібло або віддасть у боргову кабалу свою дружину, свого сина або свою дочку, то вони повинні служити у будинку позичкаря або лихваря три роки; на четвертий рік треба відпустити їх на свободу.
§ 120. Якщо людина засипле свій хліб для зберігання у домі людини, і у хлібній коморі виникне нестача або господар дому, відкривши комору, візьме хліб або зовсім відмовиться, що хліб засипано в його домі, то господар хліба повинен, клянучись, вказати перед богом свій хліб, і господар дому повинен віддати господареві хліба взятий у нього хліб у подвійному розмірі.
§ 124. Якщо людина віддасть людині на зберігання срібло, золото або щось інше при свідках, а та відмовиться перед нею, то цю людину треба викрити, і вона повинна повернути все, від чого відмовлялась, у подвійному розмірі.
§ 127. Якщо людина, у якої нічого не пропало, скаже: «У мене пропало щось», — і зганьбить своїх сусідів, то її сусіди мають, клянучись, викрити її перед богом у тому, що у неї нічого не пропало, і вона повинна віддати своїм сусідам у подвійному розмірі те, на що вона зазіхала.
§ 128. Якщо чоловік візьме жінку без письмового договору, то ця жінка — не дружина.
§ 129. Якщо дружина буде застанена, лежачи з іншим чоловіком, то треба їх зв'язати і кинути у воду. Якщо господар жінки збереже життя своїй дружині, то і цар збереже життя своєму рабу.
§ 130. Якщо чоловік зґвалтує жінку, яка не пізнала чоловіка і живе у будинку свого батька, і ляже на її лоно, а його схоплять, то цього чоловіка треба вбити; ця жінка звільняється від відповідальності.
§ 131. Якщо дружину звинуватить під клятвою її чоловік, а лежачою з іншим чоловіком вона не була застанена, то вона має поклястися богом і може повернутися у свій дім.
§ 132. Якщо проти дружини чоловіка буде протягнуто палець (її буде звинувачено) через іншого чоловіка, а лежачою з іншим чоловіком вона не була схоплена, то для свого чоловіка вона повинна кинутись у Річку.
§ 134. Якщо чоловіка буде полонено і в його домі відсутні засоби для харчування, то його дружина може ввійти в дім іншого, ця жінка не винна.
§ 135. Якщо чоловіка буде полонено і в його домі відсутні засоби для харчування, і тому його дружина ввійде в дім іншого і родить дітей, а потім її чоловік повернеться і досягне своєї громади, то ця жінка повинна вернутися до свого першого чоловіка; діти йдуть за своїми батьками.
§ 138. Якщо чоловік кидає свою першу дружину, яка не народила йому дітей, то він повинен віддати їй срібло в обсязі її викупу, а також відшкодувати їй посаг, який вона принесла з дому її батька, і може кинути її.
§ 141. Якщо дружина, яка живе у будинку чоловіка, захоче піти і стане розтринькувати, розоряти свій дім, ганьбити свого чоловіка, то її треба викрити, і якщо чоловік вирішить кинути її, — він може кинути її; він може їй у дорогу не давати ніякої плати. Якщо її чоловік вирішить не кидати її, то він може взяти шлюб з іншою жінкою, а та жінка повинна жити
у домі свого чоловіка як рабиня.
§ 144. Якщо чоловік візьме шлюб із безплідною жінкою, ця безплідна жінка дасть своєму чоловікові рабиню і створить таким чином дітей, а цей чоловік захоче взяти наложницю, то цього не треба дозволяти цьому чоловікові, він не може взяти наложницю.
§ 146. Якщо чоловік візьме шлюб із безплідною жінкою, вона дасть своєму чоловікові рабиню і та народить дітей, а потім ця рабиня стане рівнятись до своєї господині, то, позаяк вона народила дітей, її господиня не може віддати її за срібло; вона може накласти на неї знак рабства і зарахувати до решти рабинь.
§ 150. Якщо чоловік подарує своїй дружині поле, сад, будинок або рухоме майно і видасть їй документ з печаткою, то після смерті її чоловіка її діти не можуть вимагати від неї нічого через суд; мати може віддати те, що буде після неї, своєму синові, якого любить; братові вона не повинна віддавати.
§ 153. Якщо дружина дозволить умертвити свого чоловіка через іншого чоловіка, то цю дружину треба посадити на палю.
§ 159. Якщо чоловік, який приніс шлюбний дарунок у дім свого тестя, віддав викуп, зверне свій погляд на іншу жінку і скаже своєму тестеві: «Я не візьму твоєї дочки», — то батько дівчини може забрати все, що йому було принесено.
§ 160. Якщо чоловік принесе у дім тестя шлюбний дарунок і віддасть викуп, а потім батько дівчини скаже: «Я не віддам тобі своєї дочки», — то він повинен повернути у подвійному розмірі усе, що було принесено йому.
§ 165. Якщо батько подарує своєму спадкоємцю, приємному для його очей, поле, сад або дім і напише йому документ з печаткою, то після того, як батько піде до долі, коли брати почнуть ділитись, він має взяти дарунок, даний йому батьком, і над те, вони повинні поділити між собою надбання батьківського дому порівну.
§ 168. Якщо батько захоче вигнати свого сина і скаже суддям: «Я виганяю свого сина», — то судді мають вивчити його справу, і якщо син не здійснив тяжкого гріха, достатнього для позбавлення його спадщини, то батько не може позбавити його спадщини.
§ 169. Якщо він здійснив стосовно батька тяжкий гріх, достатній для позбавлення його спадщини, то вони повинні на перший раз простити його; якщо ж він здійснив тяжкий гріх вдруге, то батько може позбавити свого сина спадщини.
§ 170. Якщо чоловікові його дружина народить дітей і його рабиня також народить йому дітей і батько за свого життя скаже дітям, яких народила йому рабиня: «Мої діти», — зарахує їх до дітей дружини, то після того, як батько піде до долі, діти дружини і діти рабині повинні ділити між собою надбання батьківського дому порівну; спадкоємець, син дружини, при розподілі має вибрати і взяти свою частку першим.
§ 175. Якщо або раб палацу, або раб мушкенума візьме шлюб із вільною і вона народить йому дітей, то господар раба не може претендувати на те, щоб дітей повернути у рабство.
§ 187. Якщо людина усиновить покинутого неповнолітнього, і виростить його, то цього вихованця не можна вимагати назад через суд.
§ 188. Якщо якийсь ремісник візьме малолітнього на виховання і навчить його свого ремесла, то його не можуть вимагати назад через суд.
§ 189. Якщо він не навчить його своєму ремеслу, то цей вихованець може повернутися у дім свого батька.
§ 192. Якщо усиновлений євнухом або усиновлений зікрум (жрицею) скаже своєму батькові, що виростив його, або матері, яка виростила його: «Ти не мій батько» або «Ти не моя мати», — то йому треба відрізати язик.
§ 195. Якщо син вдарить свого батька, то йому треба відрізати пальці.
§ 196. Якщо людина пошкодить око іншій людині, то треба пошкодити її око.
§ 197. Якщо вона зламає кістку людині, то треба зламати її кістку.
§ 198. Якщо вона пошкодить око мушкенума або зламає кістку мушкенума, то вона повинна відважити одну міну срібла.
§ 199. Якщо вона пошкодить око рабові людини або зламає кістку рабові людини, то вона повинна відважити половину його купівельної ціни.
§ 200. Якщо людина виб'є зуба людині, рівній собі, то треба вибити їй зуба.
§ 201. Якщо вона виб'є зуба у мушкенума, то вона повинна відважити 1/3 міни срібла.
§ 202. Якщо людина вдарить по щоці вищого за становищем, ніж вона сама, то треба на зборах вдарити її 60 разів канчуком із волової шкіри.
§ 203. Якщо хтось із людей вдарить по щоці когось іншого із людей, хто рівня йому, то він повинен відважити йому одну міну срібла.
§ 204. Якщо мушкенум вдарить по щоці мушкенума, то він повинен відважити десять сиклів срібла.
§ 205. Якщо раб людини вдарить по щоці когось із вільних людей, то треба відрізати йому вухо.
§ 206. Якщо людина вдарить людину під час бійки і поранить її, то ця людина повинна поклястись: «Я вдарив її випадково», а також заплатити лікарю (за лікування).
§ 207. Якщо та помре від побоїв, то вона повинна поклястись, і якщо покійник — хтось із людей, вона повинна відважити 1/2 міни срібла.
§ 208. Якщо покійник — хтось із мушкенумів, то вона повинна відважити 1/3 міни срібла.
§ 209. Якщо хтось із людей вдарить дочку людини і спричинить викинення її плоду, то він повинен заплатити за її плід 10 сиклів срібла.
§ 210. Якщо ця жінка помре, то треба вбити його дочку.
§ 211. Якщо він спричинить побоями дочці мушкенума викинення її плоду, то він повинен відважити 5 сиклів срібла.
§ 212. Якщо ця жінка помре, то він повинен відважити 1/2 міни срібла.
§ 213. Якщо він вдарить рабиню людини і спричинить викинення її плоду, то він мусить відважити два сиклі срібла.
§ 214. Якщо ця рабиня помре, то він повинен відважити 1/3 міни срібла.
§ 215. Якщо лікар зробить людині тяжкий надріз бронзовим ножем і вилікує цю людину або зніме більмо людини бронзовим ножем і вилікує око людини, то він повинен одержати 10 сиклів срібла.
§ 216. Якщо хворий хтось із мушкенумів, то він має одержати п'ять сиклів срібла.
§ 217. Якщо хворий — раб людини, то господар раба повинен віддати лікареві два сиклі срібла.
§ 218. Якщо лікар зробить людині тяжкий надріз бронзовим ножем і спричинить цій людині смерть або зніме більмо людини бронзовим ножем і пошкодить око людини, то йому треба відрізати пальці.
§ 219. Якщо лікар зробить тяжкий надріз бронзовим ножем рабові мушкенума і спричинить йому смерть, то він повинен відшкодувати раба за раба.
§ 220. Якщо він зніме бронзовим ножем його більмо і пошкодить його око, то він повинен відважити сріблом половину його купівельної ціни.
§ 221. Якщо лікар зростить зламану кістку людині або вилікує хворобливу пухлину, то хворий повинен віддати лікареві п'ять сиклів срібла.
§ 222. Якщо хворий хтось із мушкенумів, то він повинен віддати три сиклі срібла.
§ 223. Якщо хворий — раб людини, то господар раба повинен віддати лікареві два сиклі срібла.
§ 226. Якщо перукар без відома господаря раба зголить рабський знак не свого раба, то цьому перукареві треба відрізати пальці.
§ 228. Якщо будівельник збудує людині будинок і закінчить їй його, то та повинна дати йому дарунок у два сиклі срібла за кожен cap (cap — міра площі рівна 35 м²) площі будинку.
§ 229. Якщо будівельник збудує людині дім і зробить свою роботу неякісно, так, що збудований ним будинок завалиться і спричинить смерть господарю будинку, то цього будівельника треба вбити.
§ 230. Якщо він спричинить смерть синові господаря будинку, то треба вбити сина цього будівельника.
§ 231. Якщо він спричинить смерть рабові господаря будинку, то він повинен віддати господарю будинку раба за раба.
§ 232. Якщо він знищить пожитки, то він повинен відшкодувати все, що він знищив; за те, що збудував будинок неякісно, так, що він завалився, повинен відбудувати будинок, що завалився, своїм коштом.
§ 244. Якщо людина найме вола або віслюка і того розірве у степу лев, то збитки падають тільки на його господаря.
§ 245. Якщо людина найме вола і спричинить його падіж неуважністю або побоями, то вона повинна господареві вола відшкодувати вола за вола.
§ 249. Якщо людина найме вола і його вразить бог, так, що він здохне, то людина, яка найняла вола, має поклястись богом і бути вільною від відповідальності.
§ 257. Якщо людина найме землероба, то вона має давати йому вісім курру хліба на рік.
§ 274. Якщо людина найме якогось ремісника, то платня землекопові 5 (ше) срібла, платня шевцю (… ше) срібла, платня ковалеві (… ше) срібла, столяру 5 (ше) срібла, платня теслі 4 (ше) срібла, на день вона повинна давати.
§ 280. Якщо людина купить у ворожій країні раба або рабиню і коли вона прийде до Країни (Вавилону), господар раба або рабині упізнає свого раба або рабиню, то якщо ці раб або рабиня — діти Країни, їх треба відпустити на волю без срібла.
§ 282. Якщо раб скаже своєму господарю: «Ти не мій господар», — то той має викрити його як свого раба, і потім його господар може відрізати йому вухо.